# Aspar Team
Het Aspar Team is een Spaans wereldkampioenschap wegrace renstal, dat uitkomt in het MotoGP, Moto2 en Moto3 wereldkampioenschap.

## Geschiedenis
Het team werd in 1992 opgericht door voormalig wereldkampioen Jorge Martínez, toen hij zelf nog steeds reed. Na zijn terugtrekking uit zijn actieve loopbaan in 1997 zette hij het team voort.